# Hania
Hania (grčki:  Χανιά,  venecijanski: Canea, turski: خانيه Hanya) je drugi po veličini grad na Kreti i glavni grad Prefekture Hania. Grad leži na sjevernoj strani otoka,  udaljen oko 70 km, zapadno od grada Retimno i oko 145 km zapadno od najvećeg otočkog grada  Herakliona.
Službeno grad ima 55,838, no u širem gradskom području živi 70,000 stanovnika. S 4,248.1 
stanovnika na km², Hania je jedan od najgušće naseljenih grčkih gradova odmah iza 
Atene i Soluna.

## Zemljopisne odlike
Grad Hania leži na istočnom dijelu  Hanijskog zaljeva, između poluotoka Akrotiri na istoku i poluotoka Spata  (zvanog i poluotok Rodopos) na zapadu Krete. Brdo Kastelli na kojem se nalazi  venecijanska utvrda, dominira gradom i prepoznatljiva je gradska vizura stoljećima. Grad danas pokriva veliki dio male doline Hania i graniči s gorskim prigradskim naseljima; Profitis Ilias, Agios Mattheos i Kounoupidiana s istoka, te selima; Vamvakopoulo, Nerokourou, Mournies i Perivolia s juga i selima na obali; Chryssi Akti i Agioi Apostoloi na zapadu.

## Povijest

### Za antičkih vremena
Hania je postojala kao naselje još za  minojskih vremena, tada se zvala Sidonija (Cydonia). Noviji arheološki nalazi govore o postojanju minojskog naselja na mjestu današnje Hanije kao nalazište Kastelli u Starom gradu. 
Ovaj lokalitet je inače ljudsko stanište već od neolita.
Prvi veći val doseljenika iz Grčke na otok bili su Dorani, koji su se na otok naselili oko 1100 pr. Kr., Sidonija je bila u stalnim sukobima s ostalim Kretskim državama - gradovima poput; Aptere, Falasarne i Polirinia.  Sidonija je bio značajan grad jer ga navodi i Homer u svom djelu Odiseja. 
69. pr. Kr. rimski konzul Metellus pobijedio je Krećane i zauzeo Sidoniju, koja je zadržala privilegije nezavisnog grada države. Sidonija je zadržala pravo kovanja vlastitog novca sve do III st. n. e.

### Hania za Bizanta
Period ranog kršćanstva za ranog Bizanta ( 395 - 824 n. e.) kao i vlast  Arapa, koji su nazvali naselje Hania, - još nije dobro istražena, jer taj period nije pokriven pisanim izvorima. Za kratkotrajne arapske vlasti nad gradom, kršćani su bili prinuđeni bježati i seliti se u planine. Bizant je povratio vlast nad gradom 961. godine n. e. 
Tada se počelo s izgradnjom snažnih obrambenih zidova da se osujeti nova arapska invazija. Od tog doba Hania je episkopsko sjedište.

### Za Mletačke vlasti
Nakon Četvrtog križarskog rata (1204.) i pada Bizantskog carstva pod vlast križara, čitava Kreta je data Bonifaciu od Montferrata. 
On je pak odlučio svoj novi posjed prodati Mlečanima za 100 srebrnih 
maraka 1252. godine. Ali su 1263. godine njihovi suparnici Genovežani su na čelu s malteškim grofom  Enricom Pescatoreom  i uz pomoć lokalnih otočkih snaga uspjeli preuzeti vlast. 
No već 1285. godine mlečani su se uspjeli vratiti na vlast, po njihovom povratku Hania je izabrana za sjedište  Rectora  (Upravitelja) te otočke regije, grad se ubrzo razvio kao značajno trgovačko središte plodnog poljoprivrednog kraja.
Mletačka vlast je ispočetka bila kruta i stroga, ali vremenom se ustanovio jedna sretan spoj između mletačke kulture i grčko-pravoslavne tradicije.
Grad je promijenio ime i postao La Canea, njegove zidine i utvrde su ojačane, kao takve stoje do danas. U takav mletačko - grčki grad, počele su se doseljavati (osobito nakon pada 
Konstantinopolisa 1453. godine) brojne izbjeglice; svećenici, umjetnici, redovnici tako da su time ojačane njegove bizantinske značajke. U tom vremenu podignute su i mnoge značajne građevine, i ostvarena brojna glazbena i pisana djela.

### Hania za Otomanskog carstva
Svejedno ni moćni zidovi nisu spriječili turske snage da nakon svega dva mjeseca opsade zauzmu grad 1645.  godine. 
Turci su se prvo iskrcali blizu manastira Gonia, kod mjesta Kissamos i opljačkali ga i spalili.
Haniju su zauzeli 2. kolovoza 1645. Prilikom opsade i zauzeća grada poginulo je puno ljudi, osobito turskih napadača. Zbog toga je nastradao turski zapovjednik kojeg su pogubili kad se vratio kući zbog gubitka 40 000 ljudi. 
Nakon uspostave otomanske vlasti, većina crkava pretvarana je u džamije, tako je  
dominikanska crkva Sv. Nikola pretvorena u središnju džamiju Hünkar Camisi). 
Turci su također i gradili nove džamije poput  Küçük Hasan Camisi džamije kod luke. Pored sakralnih, gradili su i svjetovne objekte, naročito  hamam (kupališta) i šedrvane (fontane) po čemu su turski gradovi bili poznati. 
Paša Krete, stolovao je u Haniji koja je tako postala glavni otočki grad.
Tursko stanovništvo grada naselilo je uglavnom istočne dijelove grada, naročito kvartove (mahale) Kastelli i Splantzia. 
Za vrijeme grčkog rata za neovisnost 1821. godine, Hania je bila poprište žestokih sukoba između Grka i Turaka, s puno žrtava (osobito na Grčkoj strani). 
Grčki episkop grada Kissamosa - Melhisedek Despotakis obješen je na drvo u četvrti Splantzia, zbog sudjelovanja u grčkom ustanku.
1878. godine ustanovljen je Mir iz Halepa (kvart iz Hanije) po kojem su Kretskim kršćanima data i jamčena određena prava. Nakon toga dobar dio muslimanskog stanovništva Hanije se iselio. 
Preostalo muslimansko stanovništvo se iselilo nakon Grčko turskog rata iz 1922.  godine i velike razmjene stanovništva.

### Hania u novom dobu
1898. godine - tadašnje velesile napravile su od grada Hanije glavni grad polunezavisne Države Krete (Kritiki Politeia), kojoj je na čelu bio formalno princ Đuro, u Haniji je stolovao i Visoki povjerenik za Kretu (stvarni vladar Krete).
Tijekom postojanja te države izdavan je vlastit novac i poštanske marke, ovo kratko vrijeme u životu grada bio je vrlo plodno za grad Haniju. To više nije bio grad u izoliranom  ajaletu na rubu Otomanskog carstva, već glavni grad države u kojem su se križali utjecaji Europe i Azije. U gradu su osnivana mnoga nova društva i podizane brojne nove građevine. Iz tog doba gradska četvrt Halepa ima puno neoklasicističkih građevina, koje su podignute za veleposlanstva i konzulate u tom vremenu.
No pravi cilj grčkog stanovništva otoka bio je  enosis (ujedinjenje) s Grčkom, čiji je pravi lider bio Venizelos, koji je bio u stalnoj oporbi prema vladavini princa Đure nad Kretom.
Nakon niza sukoba i Revolucije iz Terisosa 1905. godine, kojom je zbačen princ Đuro na mjesto vladara Krete doveden Alexandros Zaimis. Nakraju je 1908. godine Venizelos osnovao revolucionarnu vladu, koju su priznale i tadašnje velesile.
Njegov izbor za premijera Grčke 1910. godine bio je posljednji korak do ujedinjenja Krete s Grčkom  1. prosinca 1913. 
Grčka zastava zavijorila se nad tvrđavom Firca u Staroj luci, u nazočnosti Elefteriosa Venizelosa i tadašnjeg grčkog kralja Konstantina.
- Elefterios Venizelos, bio je utjecajni grčki političar, rođen i odrastao u mjestu Mournies, pored Hanije. Njegov grob nalazi se na brdu iznad Hanije.

### Hania za Drugog svjetskog rata
Važno razdoblje u povijesti grada bio je period Drugog svjetskog rata, - tada je grad Hania okupiran od strane njemačkih snaga. Kod Hanije su se vodile žestoke borbe za vrijeme njemačkog zračnog desanta na Kretu u okviru Bitke za Kretu 1941. god., - britanske artiljerijske postrojbe imale su položaje na brdu Deksameni, južno od grada, odatle su tukle po njemačkim položajima sve dok su imale streljiva.
Grčki kralj Đuro II., jedno vrijeme boravio je u široj okolici Hanije, u jednoj vili pored sela Perivolia, prije bijega od nacista u Egipat
Hania je pretrpjela i žestoka bombardiranja za rata, dobar dio stanovništva grada je zatvoren i pogubljen zbog žestokog otpora njemačkoj okupaciji.
Židovska zajednica Kanie doživjela je holokaust, dobar dio je otjeran u koncentracijske logore, naročito 1944. godine. Spletom tragičnih okolnosti britanska mornarica torpedirala je brod Tanais, koji je prevozio židovske zarobljenike i tako ih pobila. 

### Hania danas
Administrativno sjedište preseljeno je iz Hanije 1971. godine u  Heraklion.
- Rast stanovništva Hanije posljednjih desetljeća.

| Godina | Stanovništvo općine | Promjene     |
| ------ | ------------------- | ------------ |
| 1981   | 47,471              | -            |
| 1991   | 50,007              | +2,536/5.34% |
| 2001   | 53,373              | +3,366/6.73% |

#### Spomenici i znamenitosti
Spomenici i znamenitosti iz četvrti  Kasteli:
- Arheološko nalazište Kanevaro na brdu Kastelli (iz minojskih vremena)
- Dijelovi bizantskih zidina
- Dijelovi mletačkih zidina blizu obale
- Ostatci venecijanske Guvernerove palače (Palazzo) iz XVII st.
- Bivši samostan Santa Maria de Miracoli (1615. godina)
- Turski hamam (kupelj) u ulici Katre

Spomenici i znamenitosti iz četvrti Splantzia:
- Dominikanski samostan Sv. Nikole (danas crkva Agios Nikolaos iz XIV st.)
- Crkva Sv. Roka, rano XVII st.
- Crkva Agia Aikaterini, kasno XVI st.
- Minaret iz dvorišta crkve Sv. Nikole ("Hioughar Tzamissi")
- Turski šedrvan (fontana), iz XVIII st.

Spomenici i znamenitosti iz  Topane i židovske četvrti:
- Zgrade Renier iz mletačkog doba, kasno XVI st.
- Crkva San Salvatore, iz XV st.
- Turski hamam (kupelj) u ulici Zambeliou.

Spomenici i znamenitosti iz  luke:
- Svjetionik (Faros, iz XV st.
- Janjičarska džamija (Yiali Tzamissi, iz XVII st.
- Mletačko brodogradilište (Neoria, kasno XVI st.
- Veliko brodogradilište (Megalo Arsenali, kasno XVI st.
- Tvrđava Firca, rano kasno XVII st.

## Obrazovanje/Školstvo
Hania ima puno obrazovnih i istaživalačkih institucija, najveće i najznačajnije su;
- Tehničko sveučilište Krete   Arhivirana inačica izvorne stranice od 25. travnja 2009. (Wayback Machine) je najveća i najviša obrazovna institucija Hanije sa svojih 2600 dodiplomskih i 700 diplomskih studenata. Na njemu postoje studiji iz; elektronike, računalstva, zaštite okoliša, strojarstva, menedžmenta, rudarstva, arhitekture i znanosti. U budućnosti se planira otvoriti studije građevinarstva i umjetnosti.

- U Haniji djeluje i Odjel Tehnološkog edukacijskog instituta - Kreta, [neaktivna poveznica]

- Mediteranski Agronomski Institut iz Hanije   Arhivirana inačica izvorne stranice od 19. kolovoza 2006. (Wayback Machine)

## Gospodarstvo
Pokretačke grane gospodarstva Hanije su poljoprivreda i turizam, i u najnovije vrijeme visoko 
školstvo i znanost.
U Haniji djeluju sljedeći konzulati;
- Francuska
- Njemačka
- Italija
- Švedska

## Promet
Pored grada nalazi se Međunarodna zračna luka - Daskalogianis (nazvana tako po ustaniku protiv otomanske vlasti iz XVIII st.). Luka ima redovne direktne letove za Atenu, kao i brojne čarter letove tijekom turističke sezone. Luka Souda koja se nalazi udaljena oko 7 km od Kanie je današnja glavna gradska luka s dnevnim trajektnim linijama za Pirej.

## Poznati sugrađani
- Elefterios Venizelos 1864-1936 (Predsjednik Grčke vlade; 1910-1920, 1924, 1928-1932, 1933, po mnogim anketama najznačajniji grčki političar novijeg doba)
- Nana Mouskouri *1934 (poznata grčka i europska pjevačica)

## Vanjske poveznice
- Općina Hania
- Nacionalna istraživačka zaklada "Eleftherios K. Venizelos"
- Povijest Hanije
- Prefekture Hanije – Vodič turističkog komiteta  Arhivirana inačica izvorne stranice od 16. listopada 2006. (Wayback Machine)